# Élévation (Charles Baudelaire)
Pour les articles homonymes, voir Élévation.
Élévation est un poème de Charles Baudelaire. Il est le troisième de la section « Spleen et Idéal » du recueil Les Fleurs du mal publié en 1857.

## Forme du poème
Élévation est un poème composé en cinq quatrains d'alexandrins. Les rimes embrassées créent un effet d'attente dans ce poème à tonalité lyrique. La valeur de protection que ces rimes suggèrent confirme que le poète ne se sent exister que dans cet "air supérieur" qui le protège de l'imperfection du monde ici-bas, ce "monde rêvé" où il "cherche ce que la réalité ne peut lui offrir", pour reprendre les termes de Gérard de Nerval.[réf. nécessaire] Baudelaire, précurseur du symbolisme respecte dans cette œuvre la forme classique des poèmes, bien que les poètes symbolistes soient plutôt portés sur l'innovation: vers impairs, inégaux et libres.

## Définition du titre
L'élévation peut être définie de différentes façons: 
- L'élévation est un mouvement d'ascension, c'est l'action d'atteindre un niveau plus élevé.
- L'élévation est aussi définie comme le moment de la messe suivant la consécration où l’hostie et le calice sont élevés par le prêtre.

## Thèmes du poème
Le poème traite de plusieurs thèmes propres au symbolisme tels que le dégoût de la société, la nature, l'évasion, la recherche de l'Idéal et le Spleen.

### Le dégoût de la société
Le dégoût de la société est un thème récurrent dans le poème, il est désigné implicitement comme étant un agent causal du désir d'évasion et du Spleen.
Plusieurs figures de style permettent d'entrevoir cet aspect du poème: 
- «Envole-toi bien loin de ces miasmes morbides»

Une métaphore désignant la société et l'existence humaine du poète, comme étouffants tels des miasmes.
- «Qui chargent de leur poids l’existence brumeuse»

Le poète qualifie par la métaphore «brumeuse» sa vie comme étant difficile à comprendre et incertaine.
- «Ennui», «Chagrin»,«Existence brumeuse», «Poids».

Le champ lexical du chagrin accentue l'impression de nécessité du départ tant l'ennui est vaste.

### Désir d'évasion
L'évasion est la façon d'atteindre l'Idéal.
- Au-dessus des étangs, au-dessus des vallées, Des montagnes, des bois, des nuages, des mers

L'accumulation des termes «montagnes» «bois» «nuages» «mers», accentue le désir de libération, le désir de s'envoler au-dessus de tout.  
- «Par delà le soleil, par delà les éthers,

Par delà les confins des sphères étoilées»
L'anaphore «Par delà», souligne le désir de s'éloigner le plus loin possible à une distance telle où il se trouverait plus haut encore que l'infinité.

### La Recherche de l'Idéal
L'idéal purifie, rend l'être qui l'atteint meilleur et plus heureux.
1. Les multiples comparaisons montrent l'aisance du poète lorsqu'il se trouve dans cet idéal:

- « (...) Et, comme un bon nageur qui se pâme dans l’onde(...)»
- « Celui dont les pensées, comme des alouettes,

Vers les cieux le matin prennent un libre essor(...)»
- «(...)Et bois, comme une pure et divine liqueur,

Le feu clair qui remplit les espaces limpides.»
2. L'être dans l'Idéal est supérieur,car il perçoit plus que le commun des mortels:
«(...)[Il] comprend sans effort
Le langage des fleurs et des choses muettes!»
L'idéal serait atteint par la poésie, car seul le poète est apte à déchiffrer les symboles.

### Le Spleen/L'élévation inachevée
Bien que l'élévation soit décrite de façon abondante, elle ne semble pas être atteinte par l'auteur.
«Heureux celui qui... », est deux fois répété.
L'emploi du pronom démonstratif «Celui», révèle que l'auteur ne se voit pas comme l'être qui a atteint le bonheur par l'Idéal.
L'exclamation finale laisse entrevoir le désespoir du poète lorsqu'il voit l'Idéal qu'il ne peut pas atteindre:
«Le langage des fleurs et des choses muettes!»

## Postérité
Un extrait du poème est lu sur The Sounds of Earth, le disque d'or qui circule à bord des sondes Voyager 1 et 2.
En 2005, le groupe Alcest met en musique ce poème dans la chanson Élévation, tirée de l'EP Le Secret.

## Bibliophilie
- Charles Baudelaire, Élévation, poème extrait des Fleurs du mal, le troisième de Spleen et idéal, ouvrant sur un poème de Georges Fall, cinq compositions en couleurs de Biserka Gall, quatre-vingt dix exemplaires numérotés, Éditions BKS, Paris, 1980.

## Sources
1. ↑  « Élévation - Wiktionnaire », sur wiktionary.org (consulté le 17 avril 2023).